# Orcera
Orcera – gmina w Hiszpanii, w prowincji Jaén, w Andaluzji, o powierzchni 126,21 km². W 2011 roku gmina liczyła 1992 mieszkańców.